# Степновский сельсовет (Курганская область)
Степно́вский сельсовет — упразднённые административно-территориальная единица и муниципальное образование со статусом сельского поселения в составе Макушинского района Курганской области России в связи с преобразованием района в Макушинский муниципальный округ.  
Административный центр — село Степное.

## История
В соответствии с Законом Курганской области от 6 июля 2004 года № 419 сельсовет наделён статусом сельского поселения.

## Население
| 1989 | 2002 | 2010 | 2012 | 2013 | 2014 | 2015 |
| ---- | ---- | ---- | ---- | ---- | ---- | ---- |
| 902  | ↘748 | ↘675 | ↘652 | ↘599 | ↘573 | ↘555 |
| 2016 | 2017 | 2018 | 2019 | 2020 |      |      |
| ↘551 | ↘539 | ↘522 | ↗528 | ↘514 |      |      |

## Состав сельского поселения
| № | Населённый пункт | Тип населённого пункта       | Население |
| - | ---------------- | ---------------------------- | --------- |
| 1 | Кленовый         | посёлок                      | ↘188      |
| 2 | Рекорд           | посёлок                      | ↘63       |
| 3 | Степное          | село, административный центр | ↘424      |